# Amsinckia lycopsoides
Amsinckia lycopsoides es una especie de planta perteneciente a la familia de las boragináceas. Es originaria del oeste de Norteamérica desde California a British Columbia. Se puede encontrar en una gran variedad de hábitats..

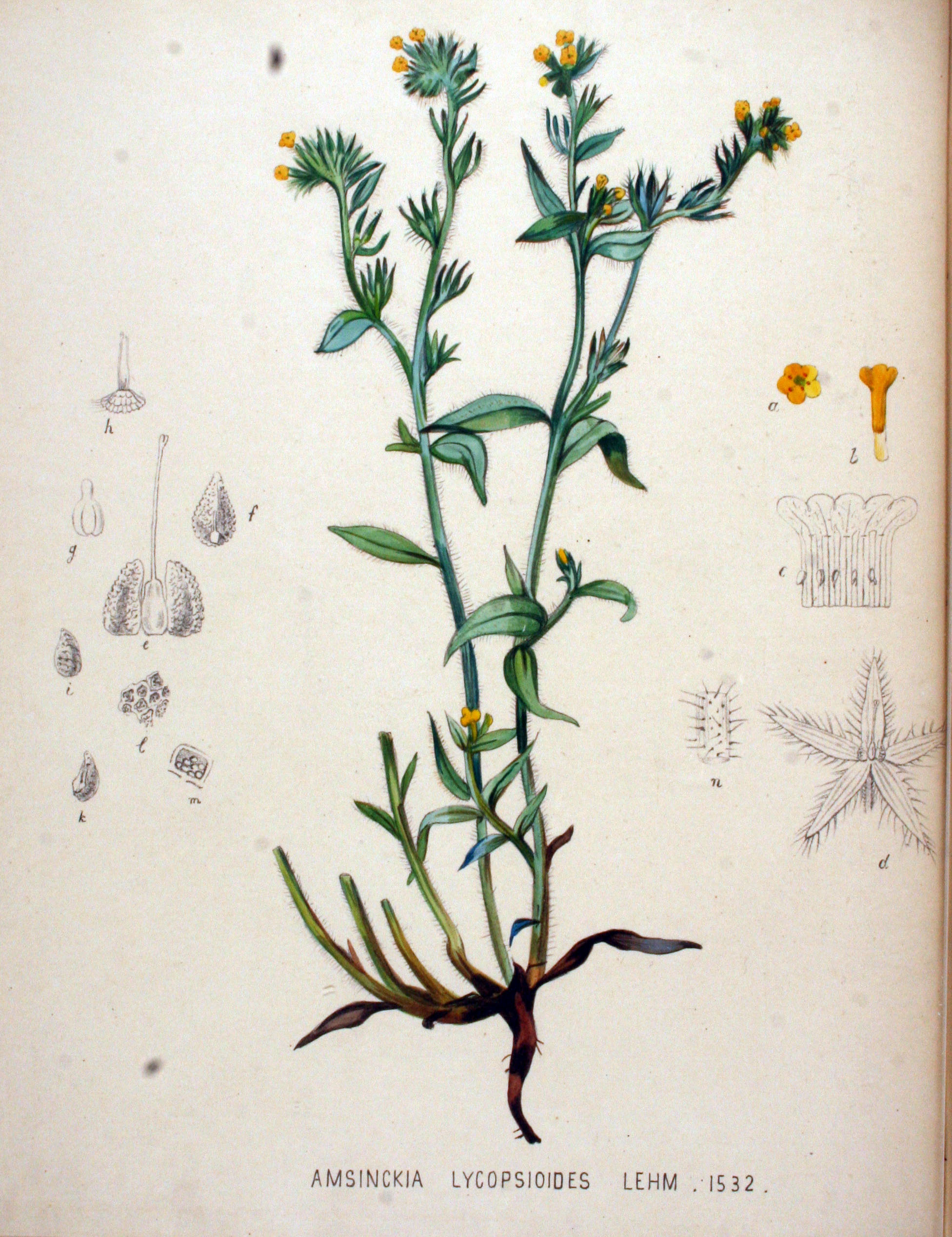
Ilustración

## Descripción
Amsinckia lycopsoides es una hierba que alcanza un tamaño de hasta de 80 cm de altura, setoso-híspida, unicaule. Tallos erectos, ramificados desde la base, híspidos, con pelos patentes de distinto tamaño, los de mayor longitud hasta de 4,5(5) mm. Hojas híspidas, con pelos de distintos tamaños en ambas caras, las inferiores hasta de 15 × 1(1,8) cm, de lineares a estrechamente ensiformes, de agudas a subobtusas; las medias y superiores hasta de 10(12) × 0,5 1(2,5) cm, de ensiformes a estrechamente ovadas, agudas. Inflorescencia con cimas hasta de 14 cm en la floración y hasta de 33 cm en la fructificación. Flores subsésiles o cortamente pediceladas; pedicelos en flor 0,5-1 mm, en fruto hasta de 2(2,5) mm. Cáliz en flor de 4-6,5 mm, hirsuto por la cara externa y seríceo en la mitad superior de la interna, en fruto hasta de 8 mm; lóbulos en flor de 0,9-1,5 mm de anchura, estrechamente ovados, en fruto hasta de 1,5 mm de anchura, de estrechamente ovados a estrechamente triangulares. Corola subhipocrateriforme, de 3-5 mm de diámetro, amarilla; tubo (4,5)5-7(7,5) mm, estrechándose en el tercio inferior, por debajo de la inserción de los estambres, sobrepasando largamente al cáliz; garganta con 5 escamas de margen peloso; lóbulos 1(1,5) × 1,5(2) mm, anchamente ovados, finamente papilosos por la cara interna. Estambres insertos en la mitad o por debajo de la mitad del tubo de la corola; anteras 0,9-1 mm, pardas. Ovario con el estilo de 2-2,5(2,8) mm, situado al nivel de las anteras. Núculas 2,5-3 × 1,5-1,8 mm, de ápice agudo, subtetrágonas, con una quilla ventral, otra, menos pronunciada, dorsal y dos laterales, con el dorso transversalmente crestado, de irregularmente tuberculadas a débilmente muricadas, de un pardo obscuro, gris-verdosas o amarillas. Tiene un número de cromosomas de n = 15.

## Distribución y hábitat
Especie ruderal y arvense; se encuentra a una altitud de 700-900 metros. Originaria del NW de América del Norte, se encuentra naturalizada en el SW de Europa –Francia y España–, Grecia y Australia.

## Especie introducida
Es una especie nativa de la región del Pacífico, desde Alaska, Texas, y New England. En Australia, la especie se ha convertido en una mala hierba generalizada de las tierras de pastoreo.

## Taxonomía
Amsinckia lycopsoides fue descrita por Johann Georg Christian Lehmann y publicado en Delectus Seminum quae in Horto Hamburgensium Botanico 7. 1831.
Sinonimia
- Benthamia lycopsioides (Lehm.) Druce
- Benthamia lycopsoides Lindl. ex A.DC.[4]
- Amsinckia barbata
- Amsinckia glomerata